# Hòa Thắng (xã)
Hòa Thắng là một xã thuộc huyện Bắc Bình, tỉnh Bình Thuận, Việt Nam.

## Địa lý
Xã Hòa Thắng nằm ở phía nam huyện Bắc Bình, có vị trí địa lý:
- Phía đông giáp Biển Đông (vịnh Phan Rí)
- Phía tây giáp xã Hồng Phong và huyện Hàm Thuận Bắc
- Phía nam giáp Biển Đông
- Phía bắc giáp hai thị trấn Lương Sơn, Chợ Lầu; ba xã Bình Tân, Sông Lũy, Hồng Thái và huyện Tuy Phong.

Xã có diện tích 236,53 km², dân số năm 2007 là 6.924 người, mật độ dân số đạt 29 người/km².

## Hành chính
Xã Hòa Thắng được chia thành 3 thôn: Hồng Chính, Hồng Lâm, Hồng Thắng.